# بيل مكولي
بيل مكولي (بالإنجليزية: Bill McCauley)‏ هو لاعب كرة قاعدة أمريكي، ولد في 20 ديسمبر 1869 في واشنطن العاصمة في الولايات المتحدة، وتوفي بنفس المكان في 27 يناير 1926.

## وصلات خارجية
- بيل مكولي على موقعبيزبول رفرنس.كوم (الدوري الرئيسي) (الإنجليزية)